# Chiesa delle Anime Purganti (Barcellona Pozzo di Gotto)
La chiesa delle Anime Purganti o chiesa delle Anime del Purgatorio, già "oratorio delle Anime Purganti", sorge nel cuore dell'antica Pozzo di Gotto, nel comune di Barcellona Pozzo di Gotto addossata al duomo antico di San Vito. Appartenente all'arcidiocesi di Messina-Lipari-Santa Lucia del Mela, vicariato di Barcellona Pozzo di Gotto sotto il patrocinio di San Sebastiano, arcipretura di Pozzo di Gotto.

## Storia

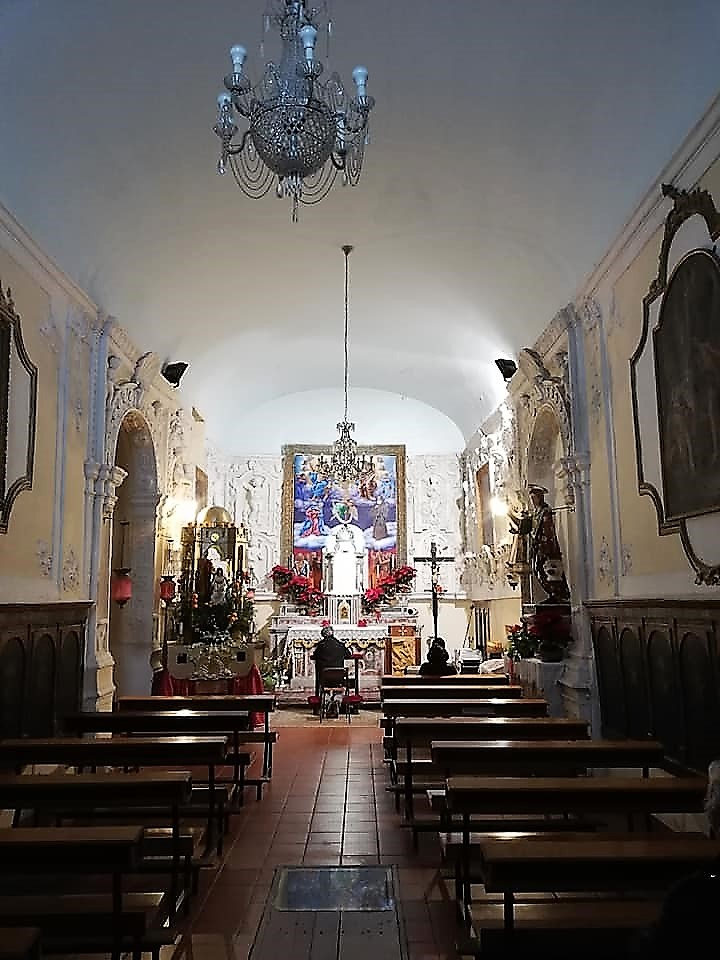
Navata.

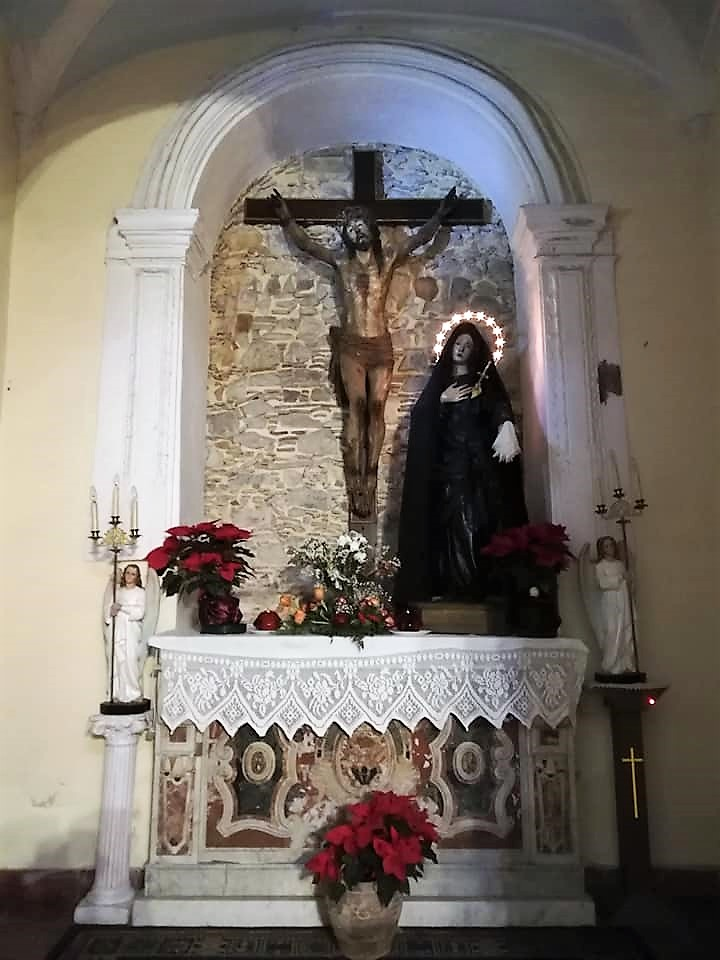
Cappella del Santissimo Crocifisso.

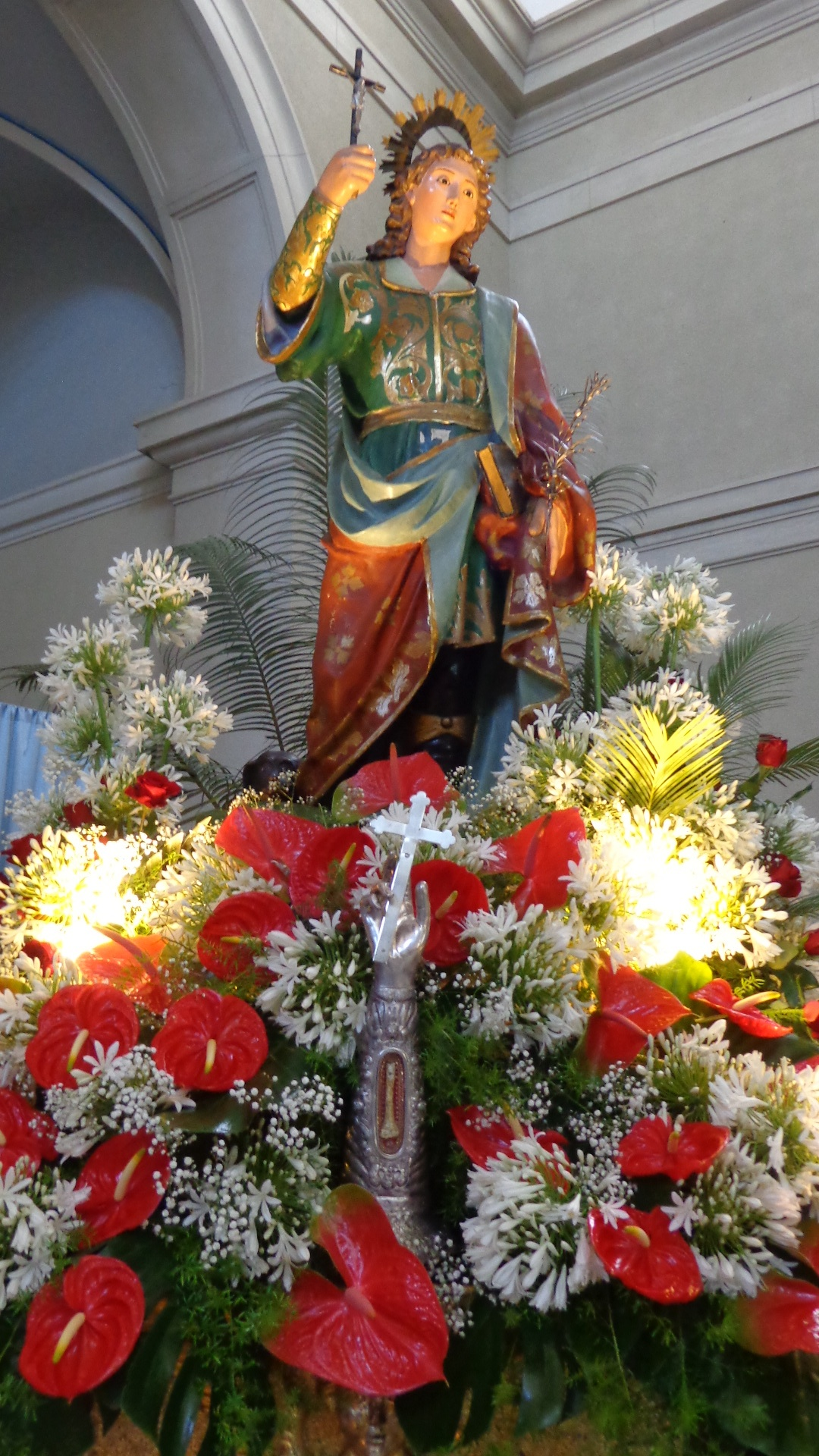
Simulacro di San Vito.

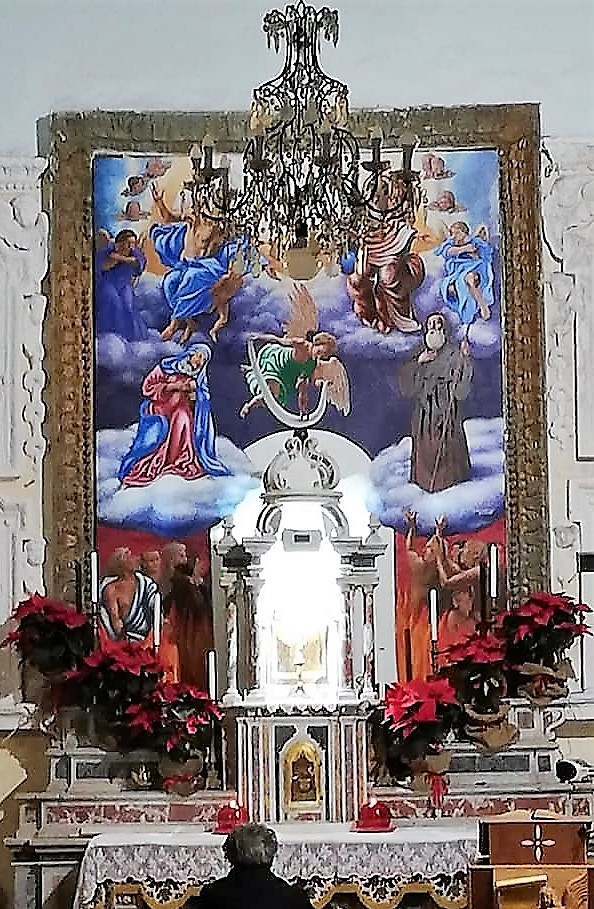
Pala d'altare.

Il 16 dicembre del 1663 è fondato l'oratorio delle Anime del Purgatorio consistente in costruzioni e terreni concessi dal sacerdote Mario Catalfamo presso la chiesa di San Vito che includevano già la presenza di una cappella preesistente dedicata alle anime sante edificata da Diego Fiorello nel 1658.

## Interno
La chiesa a navata unica presenta la volta a botte. Le pareti del presbiterio presentano un apparato decorativo in stucco di fattura barocca, influenzato dallo stile serpottesco, filone artistico molto in voga in Sicilia a cavallo del XVII e il XVIII secolo.
Sulla parete di fondo a oriente è addossato l'altare maggiore la cui mensa presenta un pregevole paliotto marmoreo ad intarsi. È presente un raffinato tabernacolo sormontato da tempietto colonnato romano con corona terminale. Una monumentale cornice dorata racchiude un crocifisso (verosimilmente un tempo incorniciava La Trinità e le anime purganti del pittore Pietro Cannata, tela trafugata), ai lati simmetriche e speculari, sono presenti coppie di cornici sovrapposte, all'interno delle quali sono riprodotti putti con lo sguardo rivolto verso il centro dell'altare. Su commissione della Confraternita delle Anime del Purgatorio è stato realizzato un nuovo dipinto opera dell'artista contemporaneo Francesco De Francesco.
Le restanti parti delle pareti presentano cornici simmetriche con raffigurazioni di figure di Sante a grandezza naturale, gli scomparti in basso delimitano all'interno quadri e cartigli con iscrizioni.
Parete destra:
- Prima statua, figura religiosa rappresentata col giogo sulle spalle raffigurante ?.
  - Ascensione, olio su tela di ignoto, databile nella seconda metà del XVII secolo.
- Seconda statua, figura religiosa rappresentata con la spalla scoperta, verosimilmente raffigurante Sant'Agata.

Parete sinistra:
- Prima statua, figura religiosa rappresentata con torre merlata fra le mani, iconografia classica di santa Barbara.
  - Assunzione della Madonna, olio su tela di ignoto, databile nella seconda metà del XVII secolo, attribuibile a Antonino Alberti detto il Barbalonga o Giovanni Quagliata o Andrea Suppa.
- Seconda statua, figura religiosa raffigurante altra santa martire siciliana ?.

Addossati alle pareti laterali, scranni in legno scolpito: otto sul lato sinistro, tre sul lato destro.

## Navata
Al centro delle pareti laterali sono presenti due arcate: 
- Arcata cieca destra: Altare di San Vito. Manufatto con pregevole paliotto ad intarsi marmorei e medaglione centrale. Sulla mensa è collocata la statua lignea raffigurante san Vito martire.
- Arcata sinistra: accesso alla Cappella del Crocifisso.
  - Altare con pregevole paliotto con intarsi marmorei sormontato da Crocifisso ligneo del XVII secolo, l'opera provvista di corona argentea è molto somigliante alla statua della Crocifissione, il gruppo scultoreo in legno di cipresso di Giuseppe Rossitto del 1870, raffigurante la Crocifissione di Gesù, custodito presso il duomo di Santa Maria Assunta. La vara è patrocinata dalla Confraternita del Santissimo Sacramento fondata e stanziata proprio in questo tempio.
  - Cristo flagellato, espressiva e commovente statua lignea d'antica realizzazione raffigurante la Flagellazione di Gesù. Il simulacro è utilizzato per la preparazione della vara di Gesù alla colonna, inserita nei riti devozionali del Venerdì Santo nel contesto delle liturgie popolari della Sumana Santa di Barcellona Pozzo di Gotto.
  - Addolorata, statua in cartapesta raffigurate la Madonna Addolorata. Anche questo simulacro è utilizzato per la preparazione della vara dell'Addolorata, inserita nei riti devozionali del Venerdì santo nel contesto delle liturgie popolari della Sumana Santa di Barcellona Pozzo di Gotto.

Nella chiesa sono presenti le seguenti opere pittoriche:
- San Giuseppe agonizzante.
- Battesimo di Gesù nel fiume Giordano.
- San Giuseppe e Gesù fanciullo con angeli.
- Gesù benedicente.

Lungo le pareti pannelli lignei con scomparti recano impressi anfore stilizzate con decorazioni ornamentali floreali e fitomorfi.

## La cripta
Sottostante il pavimento si trova una cripta. La cripta è stata recentemente restaurata a cura della Sovrintendenza ed è visitabile.

## Confraternite
La chiesa è sede di due antiche Confraternite:

### Confraternita del Purgatorio
- Confraternita del Purgatorio fondata il 16 dicembre 1663, contestualmente è fondato l'oratorio delle Anime del Purgatorio consistente in costruzioni e terreni concessi dal sacerdote Mario Catalfamo presso l'antico duomo di San Vito che includevano già la presenza di una cappella preesistente dedicata alle Anime Sante edificata da Diego Fiorello.

La Confraternita del Purgatorio oggi nota come Confraternita delle Anime del Purgatorio sotto il titolo dell'Immacolata Concezione. La commemorazione dei defunti è l'obiettivo principale della Confraternita tra la moltitudine degli scopi previsti, il dispensare conforto durante la malattia, garantire una cristiana sepoltura, assicurare l'assistenza ai superstiti con particolare riguardo agli orfani e alle vedove, perpetuare il ricordo e la redenzione dell'anima dei defunti mediante la celebrazione di Messe di suffragio, partecipare ai riti devozionali e processionali durante le solennità previste dal calendario liturgico.

### Confraternita del Santissimo Sagramento
- Confraternita del Santissimo Sagramento fondata il 18 aprile 1715 oggi Confraternita del Santissimo Sacramento".

## Feste religiose
- 15 giugno, Festa di San Vito.[1] Le celebrazioni si aprono nel Duomo di Santa Maria Assunta e si concludono presso questo luogo di culto.
- 15 settembre, Commemorazione della Beata Vergine Addolorata.

## Galleria d'immagini

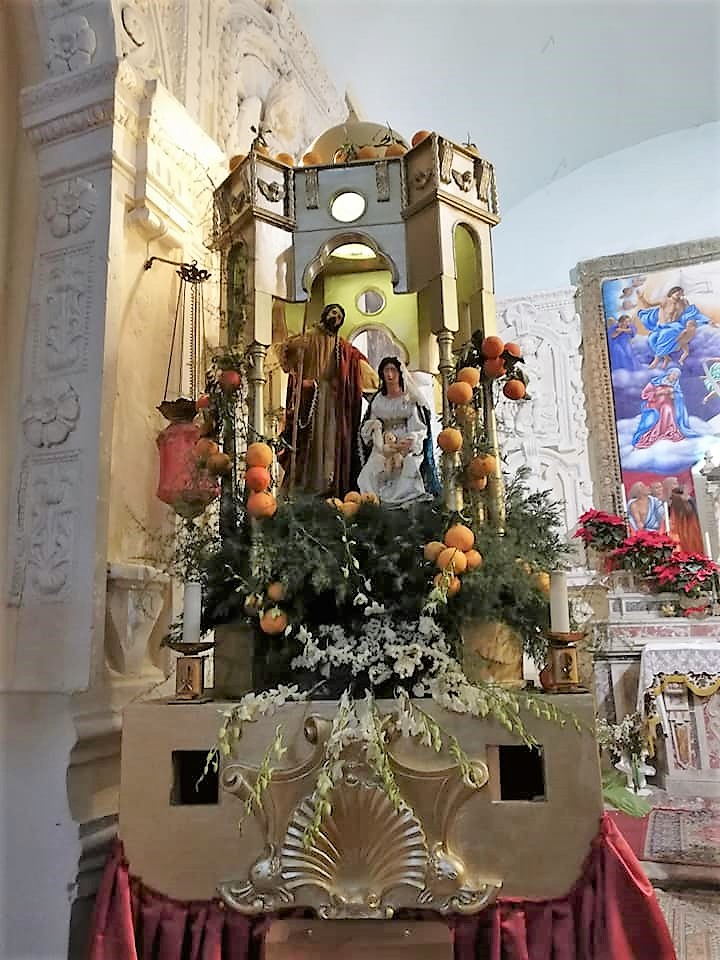
Icona Natività, Natale 2018.
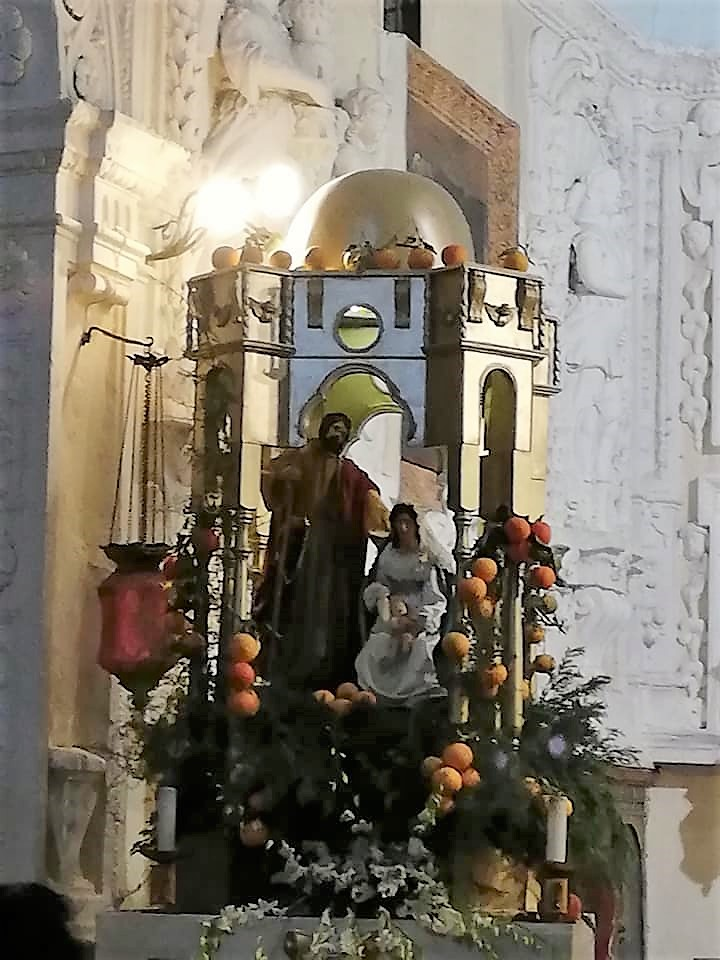
Icona Natività, Natale 2018.
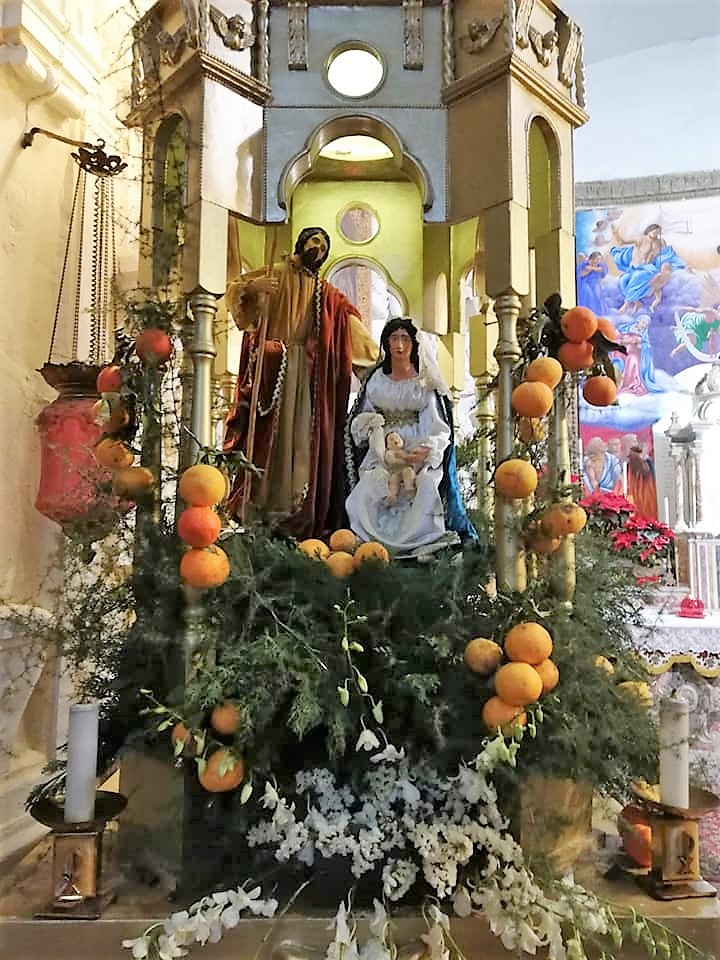
Icona Natività, Natale 2018, dettaglio.
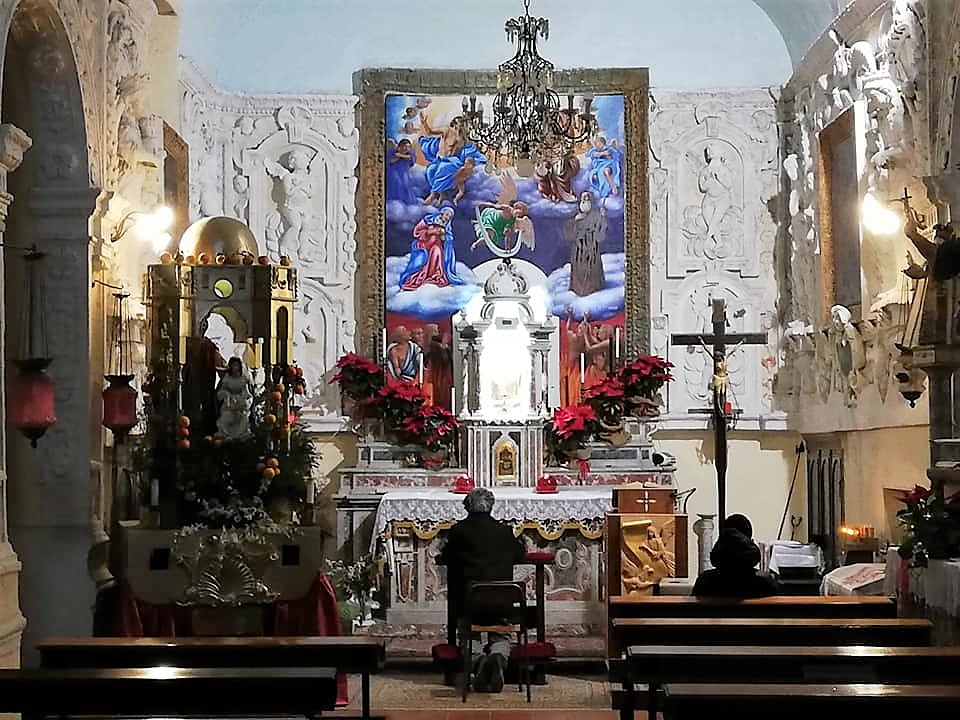
Stucchi.
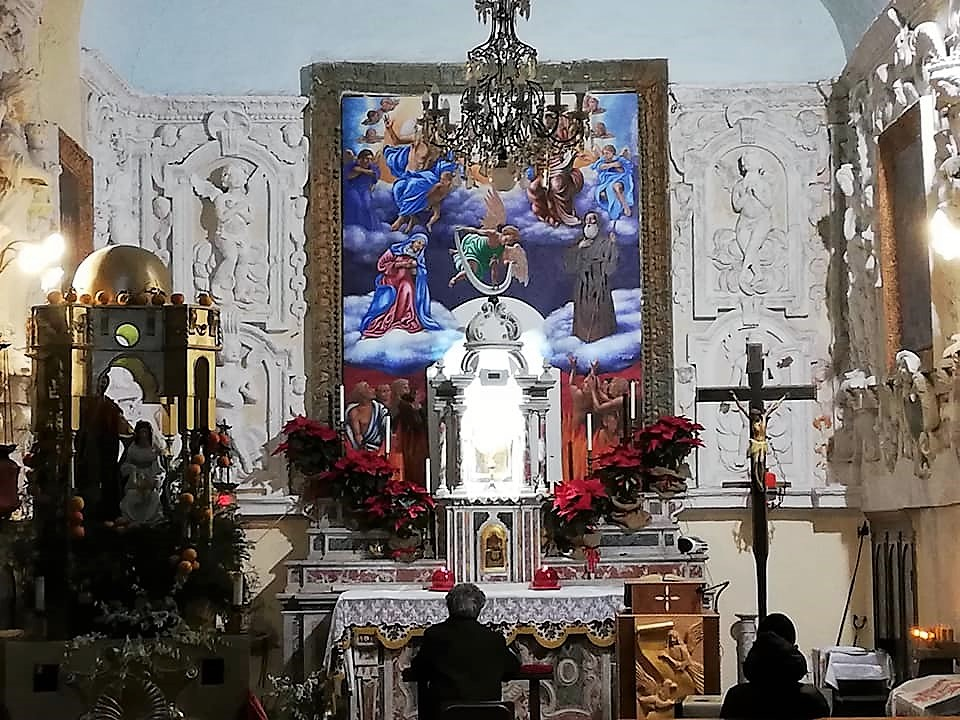
Presbiterio.
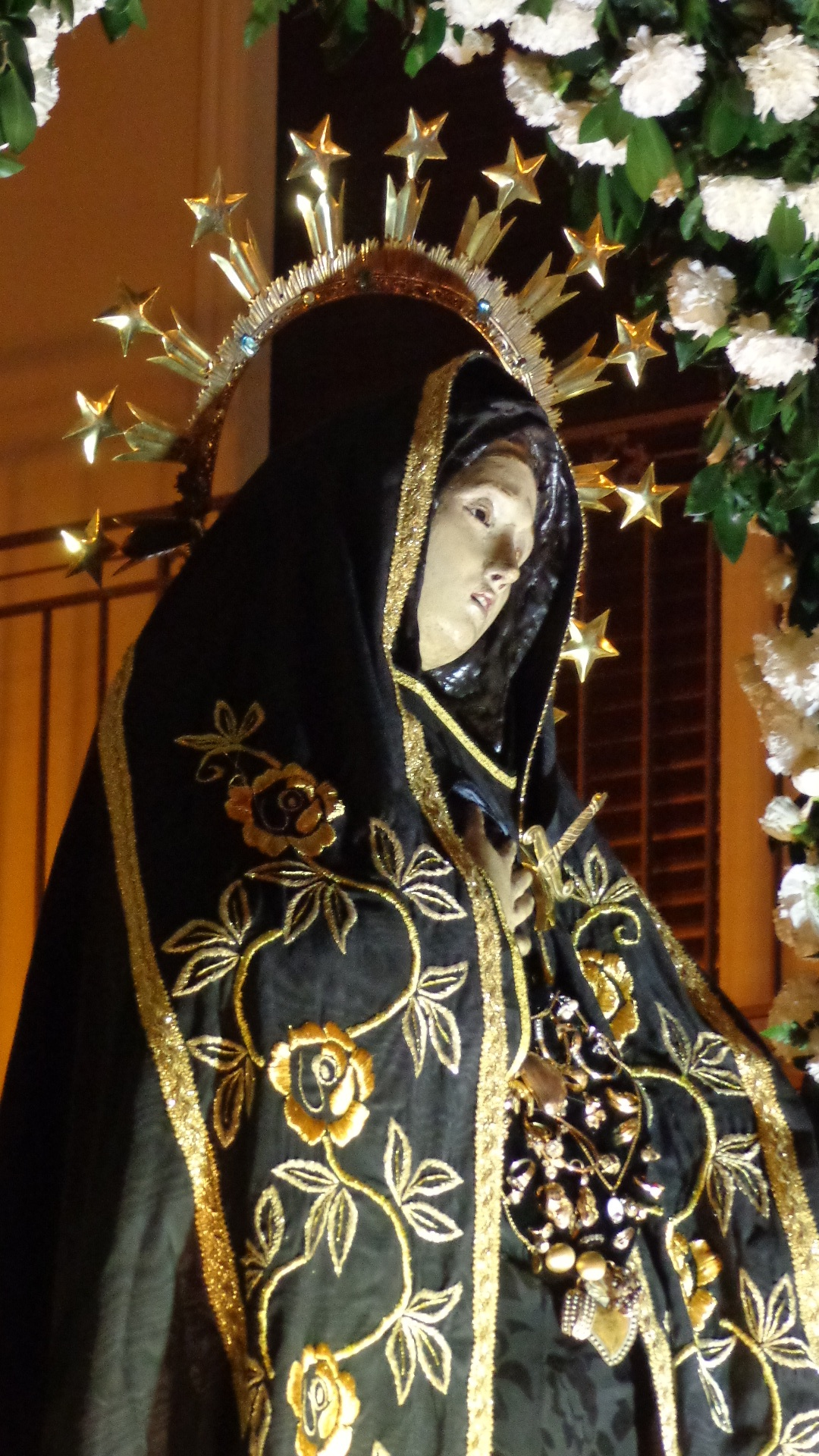
Addolorata.

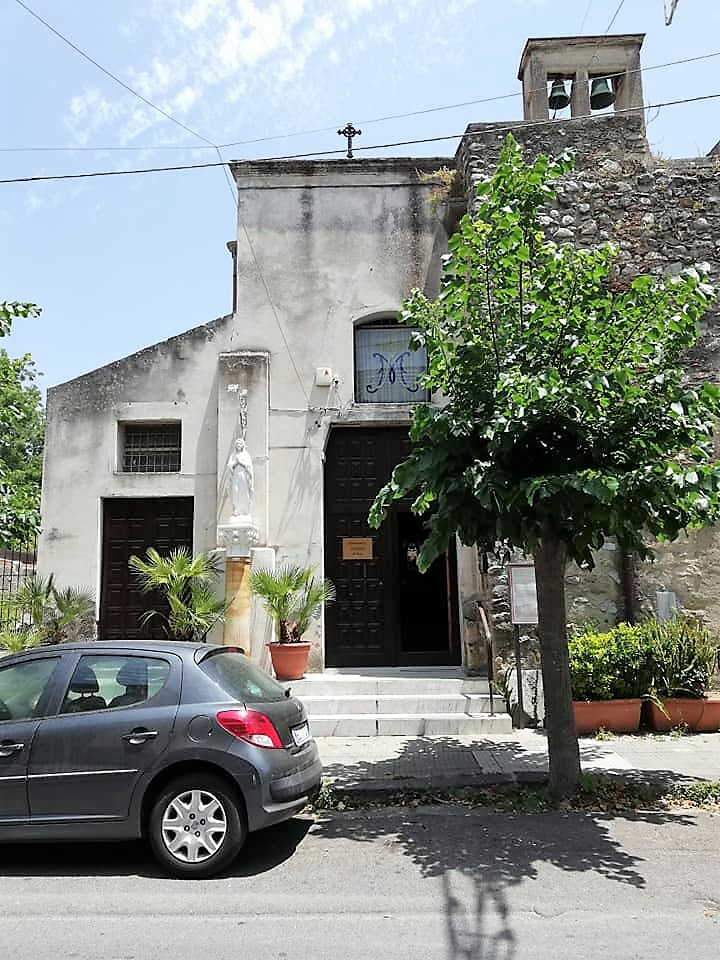
Prospetto.
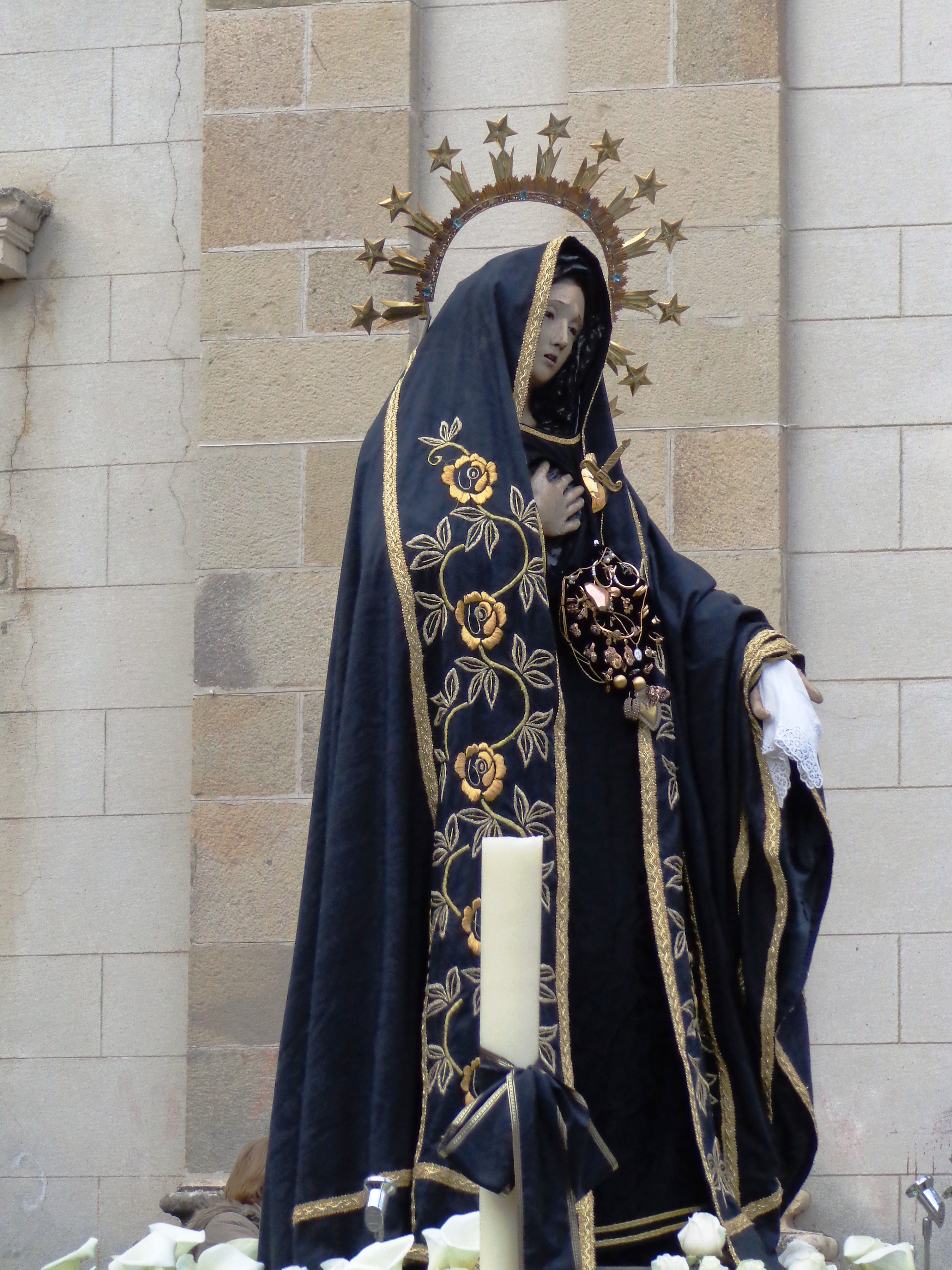
Addolorata.
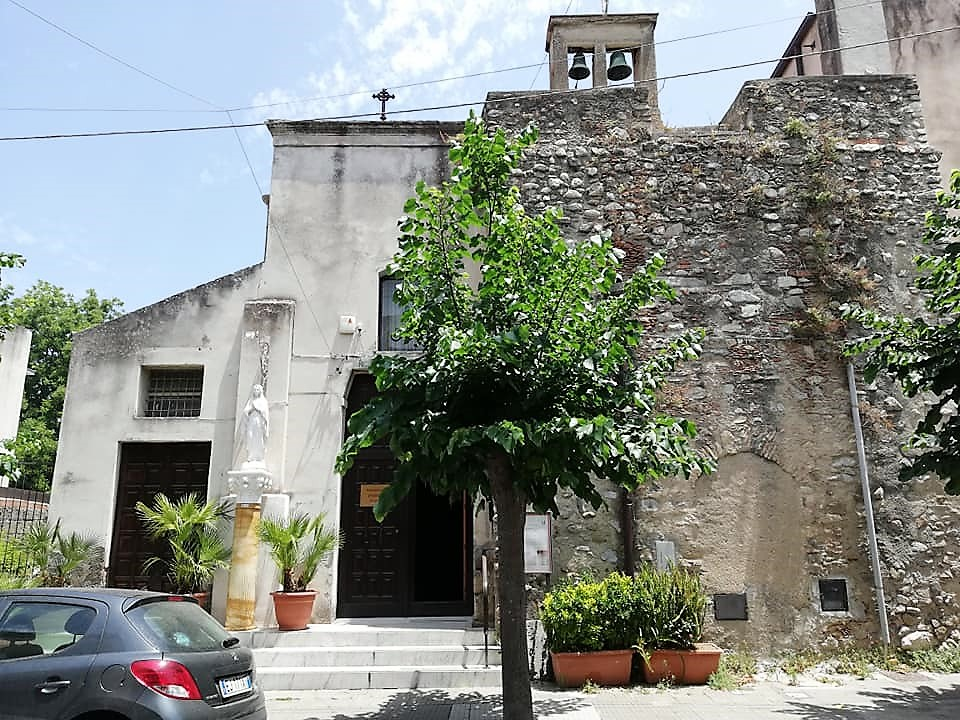
Prospetto.